# Frank Moorhouse

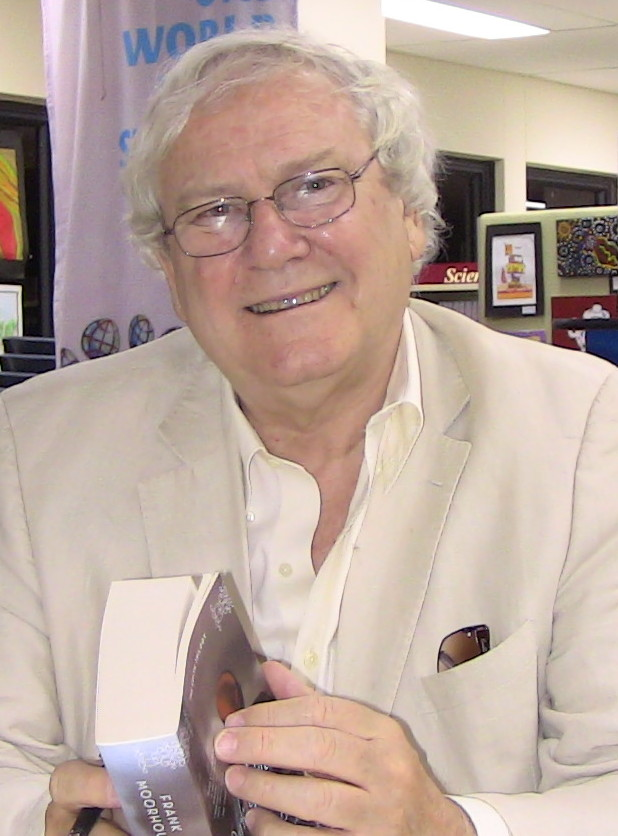
Frank Moorhouse

Frank Moorhouse, född 21 december 1938 i Nowra, New South Wales, död 26 juni 2022 i Sydney, var en australisk författare, framför allt känd som novellist. Han har även varit verksam som manusförfattare och Dušan Makavejevs film The Coca-Cola Kid bygger på några Moorhouse-noveller.

## Översättningar till svenska
- "Minnen från Rotarymötet i St. Louis 1923" (översättning Evert Pettersson och Peter Linde (översättare)). I tidskriften Rip, 1983: nr 4, opag.
- Den elektriska erfarenheten (The electrical experience) (översättning: Birgitta Ekstrand & Ulla Ericson) (Bakhåll, 1988)
- Fyrtio - sjutton (Forty - seventeen) (översättning: Caj Lundgren) (Wahlström & Widstrand, 1990)